# Giuseppe Gherardelli
Giuseppe Gherardelli (Firenze, 1º gennaio 1894 – Firenze, 1º luglio 1944) è stato un matematico italiano.

## Biografia
Si laureò in matematica nel 1917 all'Università di Pisa, quale alunno pure della Scuola Normale Superiore dal 1913, discutendo una tesi di geometria con Eugenio Bertini.
Dopo aver partecipato alla prima guerra mondiale, dal 1919 al 1924 fu assistente di Gino Fano all'Università di Torino, quindi passò all'insegnamento nei licei di Torino, poi di Firenze. Nel 1942, vinse un concorso a cattedra dell'Università di Pavia, dove rimase in servizio, come professore di geometria analitica, fino alla morte prematura.
I suoi primi lavori riguardarono fondamentalmente la geometria delle curve algebriche, i loro sistemi lineari e i relativi sistemi duali, nonché le classi di curve riducibili. Si occupò pure di teoria dell'intersezione delle curve algebriche in {\displaystyle \mathbb {R} ^{3}} e di particolari modelli di varietà algebriche.
Ebbe un figlio, Francesco Gherardelli (1925 — 2008), che fu ordinario di geometria all'Università di Firenze.